# Miasteczko Wilanów

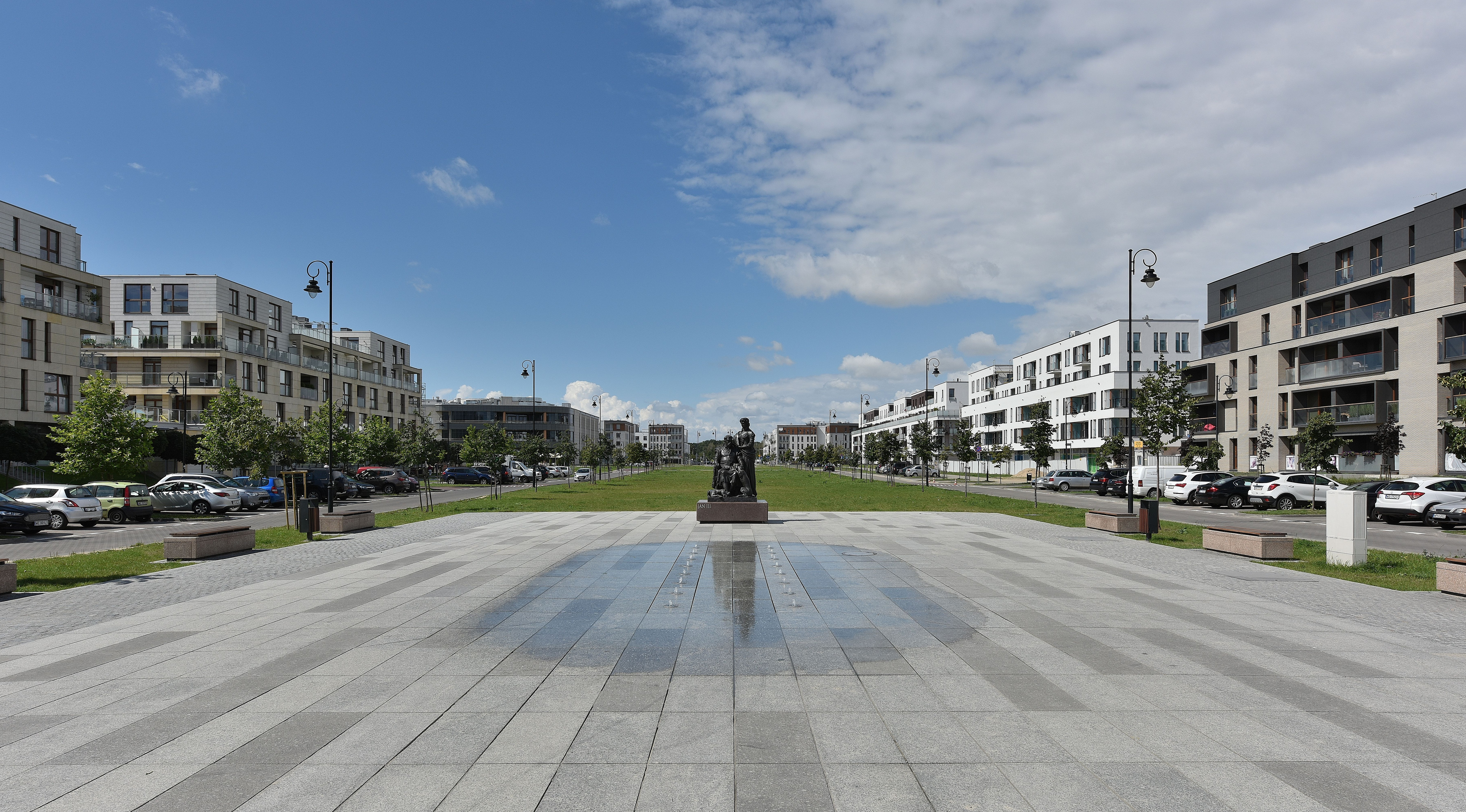
Ulica Oś Królewska z pomnikiem Jana III Sobieskiego

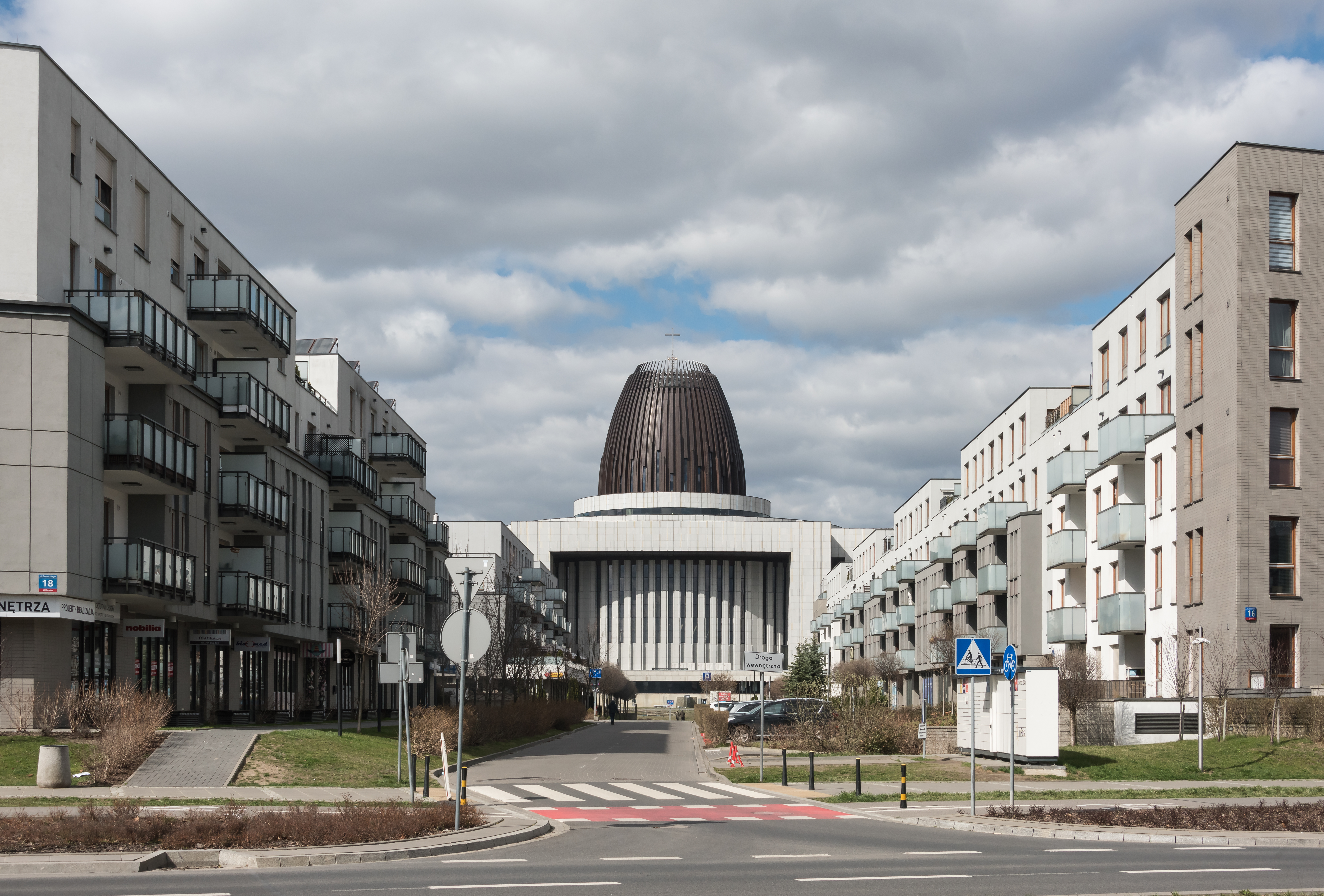
Świątynia Opatrzności Bożej widziana z ul. Branickiego

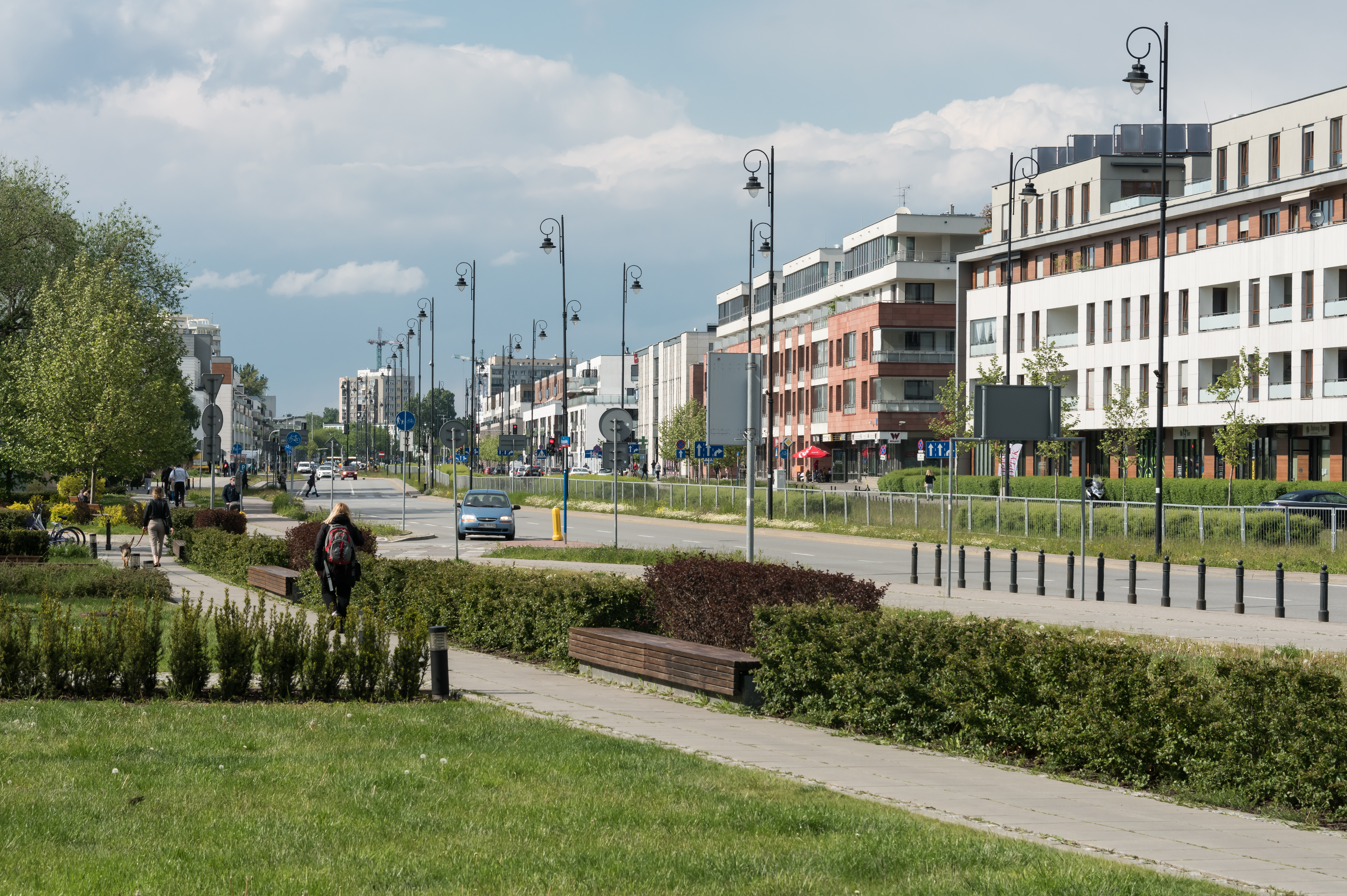
Al. Rzeczypospolitej

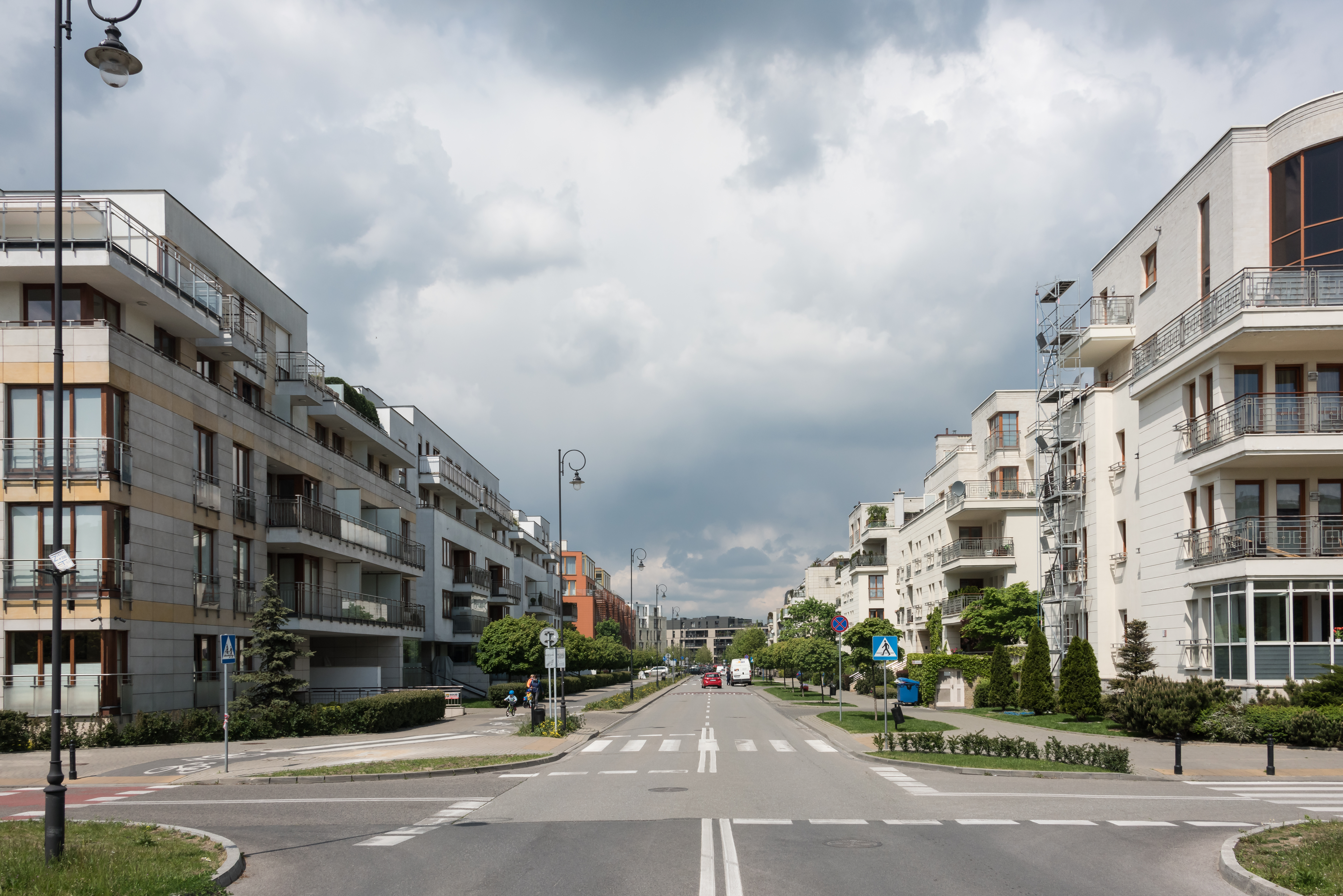
Ulica Sarmacka

Miasteczko Wilanów – osiedle mieszkaniowe w Warszawie, w dzielnicy Wilanów. Osiedle ograniczone jest ulicami: Przyczółkową, aleją Wilanowską i Południową Obwodnicą Warszawy. W planach firm deweloperskich jest zbudowanie na terenie osiedla, o powierzchni 169 ha, 20–30 tysięcy mieszkań i docelowo 20 tys. mieszkańców. Prace budowlane rozpoczęły się w roku 2002, kiedy to firma Prokom Investments przejęła teren pod budowę osiedla od Szkoły Głównej Gospodarstwa Wiejskiego.

## Idea
Miasteczko Wilanów zaprojektowano jako dużą, spójną strukturę osiedlową. Głównym założeniem projektu było stworzenie samowystarczalnego osiedla o zróżnicowanych funkcjach, na bazie idei miasta w mieście. Wszystkie wytyczne miały zachęcać przyszłych mieszkańców do poruszania się pieszo lub na rowerze. Koncepcję tego 169-hektarowego osiedla stworzył (wraz ze swoim biurem Investment Environments sp. z o.o.) Guy C. Perry, architekt, urbanista pochodzenia francusko-amerykańskiego. Miasteczko Wilanów powstaje na terenie Wilanowa Zachodniego, którego obszar obejmuje 420 hektarów, jednak nie wszystkie nowe osiedla pól wilanowskich wchodzą w skład pierwotnie zakładanego Miasteczka Wilanów.
Masterplan osiedla powstał na podstawie miejscowych planów zagospodarowania terenu (m.p.z.t. rejonu Wilanowa Zachodniego i m.p.z.t. przedpola pałacu wilanowskiego), które m.in. ograniczają wysokość budynków do 20 m. Określa zewnętrzny charakter wyglądu budynków (barwy, wykończenie), nawiązując do sąsiadującego z osiedlem zespołu pałacowo-parkowego pałacu w Wilanowie. Kręgosłup osiedla tworzy siatka ulic z kwartałami zabudowy, które od strony arterii tworzą pierzeje, a od wewnątrz tworzą zielone dziedzińce dla mieszkańców. System oparty jest na historycznych i nowo projektowanych osiach kompozycyjnych i widokowych (al. Wilanowska, Oś Królewska, al. Rzeczypospolitej, ul. Klimczaka). Układ osi tworzy tzw. la patte d’oie (kurzą łapkę). Określił dominanty, którymi są pałac w Wilanowie, oraz Świątynia Opatrzności Bożej. Na terenie Miasteczka oprócz budynków mieszkalnych zostały zaplanowane place miejskie, które są częścią ciągłego, otwartego systemu przestrzeni publicznych i półpublicznych. W ich skład wchodzą założenia wodne, park, ścieżki rowerowe, ścieżki do biegania, jak również niektóre dziedzińce wewnątrz kwartałów. Punktem charakterystycznym w planie było też założenie braku ogrodzeń i reklam w przestrzeni publicznej, oraz zasady umieszczania szyldów na budynkach. Wszystkie budynki mieszkalne osiedla posiadają parkingi podziemne. Współczynnik ilości miejsc parkingowych do ilości mieszkań wynosi 1,5. Ilość wejść do kwartałów (około 4), zaplanowana została w celu zachęcenia mieszkańców do spacerowania i szybkiego reagowania w razie zagrożenia. Partery budynków mieszkalnych mogą być zaadaptowane pod usługi. Ostatnie piętra (piąte) mają fasady cofnięte w głąb traktu, aby na dachach możliwe było stworzenie tarasów. Wjazdy do parkingów podziemnych są maksymalnie ukryte, aby nie dominować w krajobrazie. Klatki schodowe zaplanowano jako przeszklone, by mieszkańcy chodzili po schodach. Materiały elewacyjne swoją elegancją nawiązują do bliskości założenia pałacu Wilanowskiego. Plan opierał się na wynikach najnowszych badań dotyczących zrównoważonego planowania miejskiego, oczekiwaniach przyszłych mieszkańców (został przeprowadzony sondaż i analiza opinii publicznej). W celu uniknięcia monotonii, do budowy osiedla zaproszono kilkunastu deweloperów oraz biura architektoniczne. Razem stworzyli budynki spójne i wpisujące się w koncepcję, ale nie identyczne. W myśl tej zasady każdy kwartał zabudowy projektowany był przez innego architekta. Przewidziano miejsce na ratusz, centrum kulturalno-handlowo-rozrywkowe, sferę kulturalną, wypoczynkową, biurową i religijną.
Na terenie Miasteczka Wilanów cały czas trwa walka o zmianę koncepcji niewpisującej się w charakter osiedla, Galerii Wilanów, której inwestorem jest firma GTC. Wśród planów na przyszłość jest także dokończenie budowy Świątyni Opatrzności Bożej, w pobliżu której zbiegają się ulice Franciszka Klimczaka, ks. Prymasa Augusta Hlonda i al. Rzeczypospolitej.

## Budowa
Budowa Miasteczka rozpoczęła się w 2002. Do końca 2006 roku oddano do użytku 856 mieszkań, a w samym 2007 przybyło dodatkowych 1500. Wzdłuż ul. Klimczaka, będącej główną osią rozbudowy Miasteczka, ukończono budowę kanałku wodnego wraz z nasadzeniami roślinnymi, tworząc w ten sposób przestrzeń rekreacyjną dla mieszkańców. W miarę rozbudowy osiedla na jego terenie zaczęły powstawać budynki usługowe i edukacyjne – publiczne przedszkole i żłobek przy ul. Ledóchowskiej, szkoła polsko-niemiecka im. Willy’ego Brandta, przedszkola prywatne, szpital Medicover, przychodnia, supermarkety, kawiarnie i restauracje. W Miasteczku Wilanów powstają także budynki biurowe w ramach parku biznesowego firmy Polnord, obiekty biurowe firmy Robyg czy Capital Park.
Z potrzeby dbania o osiedle, powstały tu różne stowarzyszenia pozarządowe, takie jak Stowarzyszenie Mieszkańców Miasteczka Wilanów, Fundacja Nasze Miasteczko. Przedstawiciele mieszkańców zasiadają też w Radzie Dzielnicy Wilanów (w roku 2015, 7 radnych ze Stowarzyszenia Miasteczka Wilanów).
Większość zaplanowanych dróg w Miasteczku Wilanów została ukończona. 29 października 2024 r. oddano do użytku trasę tramwajową w ciągu al. Rzeczypospolitej. Kursują po niej – do nowego krańca Miasteczko Wilanów – linie 14 i 16. Całość prac drogowych ma zakończyć się pod koniec 2025 roku.

## Szkolnictwo, służba zdrowia i usługi
W miasteczku funkcjonują publiczne: żłobek, przedszkole (przy ul. Urszuli Ledóchowskiej) i przychodnie w Osi Królewskiej (Przychodnia Wilanów i Przychodnia CITYMED). Na terenie osiedla znajduje się prywatny szpital Medicover. Istnieje tu kilka prywatnych placówek edukacyjnych, m.in. szkoła niemiecka im. Willy’ego Brandta, przedszkole brytyjskie, przedszkole Akademia Uśmiechu.

## Nagrody
- W 2008 roku projekt Miasteczko Wilanów otrzymał nagrodę urbanistycznej „Doskonałości Roku” od organizacji planistycznej ISOCARP.
- W czerwcu 2010 osiedle znalazło się w finale międzynarodowego konkursu organizacji Urban Land Institute (Instytut ULI). Na rozdaniu nagród w Londynie Miasteczko Wilanów otrzymało ULI Award for Excellence w edycji EMEA (Europe, Middle East an Africa). Wtedy brano pod uwagę 43 projekty. EMEA została przyznana za zaprojektowanie i wybudowanie wyróżniającej się dzielnicy. W uzasadnieniu można przeczytać, że zostało docenione zorientowanie dzielnicy na ruch pieszy, architektoniczne bogactwo Miasteczka, które nawiązuje do morfologii Warszawy zniszczonej podczas wojny w XX w. Zostało też docenione, że 169 ha osiedle przeznaczone dla ponad 20 000, powstało na zasadach zrównoważonego rozwoju.
- 14 października Miasteczko Wilanów, jako pierwszy projekt w Polsce i jako jeden z pięciu w tym roku, zdobyło prestiżową „Nagrodę za Doskonałość” – ULI Global Award for Excellence 2010 przyznawaną przez Urban Land Institute. Jest to najważniejszy laur przyznawany przez Urban Land Institute. Nagrody ULI są dowodem uznania dla całego procesu inwestycyjnego. W przypadku Miasteczka Wilanów jest to głównie nagroda za zbudowanie od podstaw, w bardzo trudnych warunkach ekonomiczno-społecznych, dzielnicy miasta, która po uzupełnieniu brakujących elementów będzie w pełni funkcjonującym samowystarczalnym organizmem miejskim. Projekty były analizowane pod kątem różnych kryteriów, m.in. roli pioniera rynku, innowacyjności, ochrony środowiska, czy wychodzenia naprzeciw potrzebom[6]. Zwycięzcy ULI Global Awards of Excellence 2010 to: L.A. Live, Los Angeles, Kalifornia; Thin Flats, Filadelfia, Pensylwania; Miasteczko Wilanów, Warszawa, Polska; Rouse Hill Twon Centre, Rouse Hill, New South Wales, Australia oraz Southern Ridges, Singapur.